# Mr.3000
『Mr.3000』（ミスターサンゼン、原題：Mr. 3000）は、2004年に制作されたアメリカ映画である。

## 概要
『オーシャンズ12』のバーニー・マック主演、アンジェラ・バセット共演で贈る全米大ヒットベースボールムービー。

## ストーリー
本編の主人公スタン・ロスは、野球界殿堂入りに必要な3000本安打を達成した。彼は偉業を成し遂げた途端、シーズン中にもかかわらずチームを引退してしまった。そのあと彼は過去の名誉でビジネスを行っていたのだが、9年後、公式記録の誤りが発覚し彼のヒット数は通算2997本と判明した。現役復帰をして残りの3本のヒットを打ち、殿堂入りを目指すのだが…。

## 日本語版制作スタッフ
- 演出：安江誠
- 翻訳：高間俊子
- 録音・調整：飯塚秀保
- 録音制作：グロービジョン
- 制作監修：山本千絵子
- 日本語版制作：DISNEY CHARACTER VOICES INTERNATIONAL, INC.

## スタッフ
- 監督：チャールズ・ストーン三世
- 脚本：エリック・チャンペネラ&キース・ミッチェル、ハワード・マイケル・グールド
- 原案：エリック・チャンペネラ&キース・ミッチェル
- 製作：ゲイリー・バーバー、ロジャー・バーンバウム、マギー・ワイルド
- 制作総指揮：ジョナサン・グリッグマン、フランク・マーシャル、スティーヴン・グリーンナー、ティモシー・M.バーン
- 撮影監督：シェーン・ハールバット
- 音楽：ジョン・パウエル

## キャスト
| 役名               | 俳優                 | 日本語吹替 |
| ------------------ | -------------------- | ---------- |
| スタン・ロス       | バーニー・マック     | 屋良有作   |
| モリー・シンプソン | アンジェラ・バセット | 山像かおり |
| ガス・パナス       | ポール・ソルヴィノ   | 楠見尚己   |
| シェンブリ         | クリス・ノース       | 金尾哲夫   |
| ボーカ             | マイケル・リスポリ   | 野島昭生   |